# Brasil Escola
Brasil Escola é um repositório de artigos e redações no portal UOL (Universo Online), que percente ao Grupo Folha. Ele é um site importante no contexto escolar brasileiro. O portal hospeda textos argumentativos-dissertativos e inclui artigos em História e Gramática, entre outras matérias. Foi estimado que 80% dos artigos do portal não tinham um hiperlink a outro website numa revista da UFGD em 2019. O artigo foi escrito por duas escritoras tentando medir o rigor e veracidade de alguns artigos educativos. A plataforma tem um canal próprio no YouTube.